# Vallée de Jezreel
La vallée de Jezreel (en hébreu : עמק יזרעאל - « Emek Yizreel », aussi appelée la plaine d'Esdraelon) est une large vallée dans le nord d'Israël, nommée en référence à la ville de Jezraël située sur une colline dans le sud de la vallée. La vallée de Jezreel fait partie de la Galilée dans le district nord d’Israël.
La vallée de Jezreel est le lieu d'importantes implantations humaines, anciennes et modernes. L'ancienne ville de Megiddo se situe dans le sud-ouest de la vallée. La plus grande ville moderne est la ville d'Afoula aussi appelée « Capitale de la vallée ».
La vallée de Jezreel est, pour les chrétiens, le site de la future bataille de l'Armageddon.

## Étymologie
Le nom de la vallée provient de celui de la ville antique de Jezraël située sur une colline dominant le sud de la vallée. Ce nom, en hébreu : יזרעאל, Yizre'el, se traduit par « semence de Dieu ». Le toponyme vallée de Jezreel est parfois uniquement appliqué à la partie centrale de la vallée, autour de la ville de Jezraël tandis que la partie sud-ouest de la vallée est dénommée « vallée de Megiddo » d'après la cité antique de Megiddo qui se situait à cet endroit. L'ensemble a aussi été appelé plaine d'Esdraelon, ce qui correspond à l'équivalent de Jezreel en koinè.

## Géographie
Au sens large, on définit parfois la vallée de Jezreel comme une trouée séparant les monts de Galilée de ceux de Samarie situés dans les territoires palestiniens, reliant ainsi la mer Méditerranée et la mer Morte. Dans cette acception, cet espace comprend d'ouest en est la baie de Haïfa, les vallées de Zebulon, de Jezreel proprement dite, de Harod et de Bëit Shéan.
La vallée de Jezreel comprise au sens strict est de forme grossièrement triangulaire. Orientée sud-est - nord-ouest, elle est entourée au nord-est par les collines de la Basse-Galilée, au sud par le mont Guilboa et les collines de Samarie, à l'ouest et la chaîne du mont Carmel au nord-ouest. La vallée est traversée par le Kishon. Elle est au contact avec la mer Méditerranée via la vallée de Zébulon et avec le rift du Jourdain via la vallée d'Harod. Le centre de la vallée se situe à environ 100 m au-dessus du niveau de la mer.
La vallée de Jezreel s’est formée au début du Pliocène. Il s’agit d’un graben dont la topologie est assez plate, constitué d’une couche alluvionnaire très épaisse. Les sédiments de la vallée sont d’origine alluviale et partiellement colluviale. Ils sont sombres et épais, riches en matières organiques. Ces caractéristiques sont dues au fait que la vallée a abrité de nombreuses zones humides jusqu’à une époque récente. Les sols sont en conséquence fertiles et retiennent bien l’eau. Cependant, en raison de l’excès d’eau, certains de ces sols sont hydromorphiques.
La vallée était peut-être à une époque un chenal par lequel la mer Morte, située au sud-est de la vallée, était reliée à la mer Méditerranée. Il y a environ deux millions d'années, alors que les terres situées entre la mer Méditerranée et la vallée du rift du Jourdain connaissaient un phénomène de surrection, le lien entre les deux mers a disparu et le déversement périodique des eaux de la Méditerranée dans la vallée a cessé. La mer Morte désormais complètement fermée est peu à peu devenue extrêmement saline.

### Climat
Le climat est plutôt doux, puisqu'on se situe dans cette vallée où s'engagent les souffles d'air venus de la mer. Pluviosité abondante de novembre à mars : douceur de vivre. Région fertile, verte et luxuriante, jonquilles et coquelicots de décembre à février, iris violets en mars, fraîche l'hiver mais brulante l'été. 

### Transports
Voir ligne de chemin de fer de la vallée de Jezréel (en)

## Histoire

### Antiquité
La vallée était traversée par la via Maris, un axe de communication datant de l'âge du bronze reliant l’Égypte au Levant.

### Période ottomane
L'écrivain américain Bayard Taylor dresse une description de la vallée, qu'il a eu l'occasion de traverser, dans un livre dénommé The Lands of the Saracen; or, Pictures of Palestine, Asia Minor, Sicily and Spain publié en 1854. Il la désigne comme « l'une des régions les plus riches du monde ». Laurence Oliphant, qui se rend en 1887 dans le sandjak d'Akko, qui fait alors partie de la wilaya de Beyrouth, décrit la vallée comme « un immense lac de blé ondoyant avec ses villages collinaires émergeant pareillement à des îles, elle présente un tableau de fertilité luxuriante des plus frappants qu'il se puisse concevoir. ».

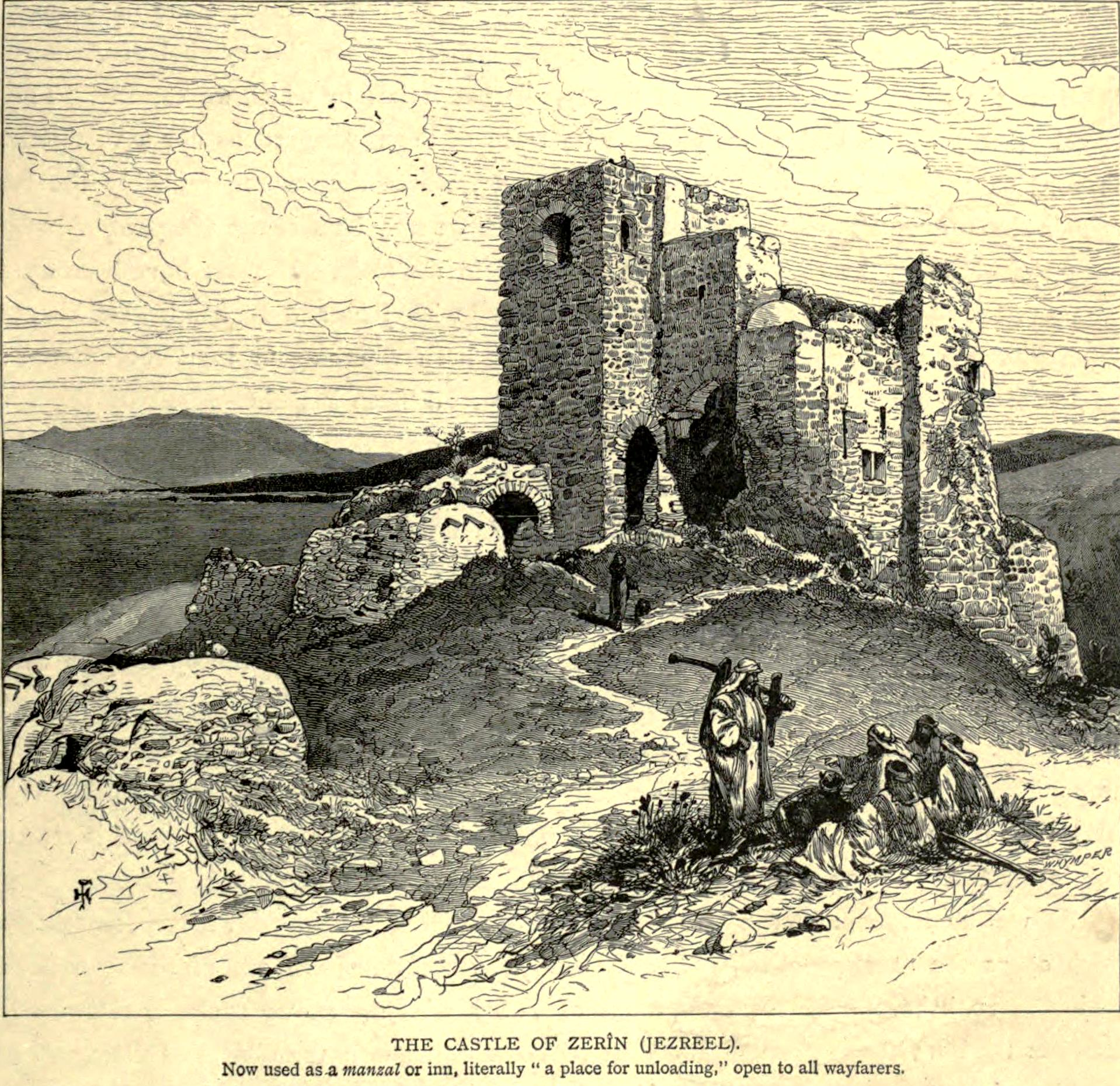
La tour du château de dans les années 1880.

Dans les années 1870, la famille Sursock (en) basée à Beyrouth achète auprès du gouvernement ottoman les terres de la vallée pour une somme de 20 000 livres anglaises. Entre 1912 et 1925, cette famille vend les 80 000 acres (320 km2) qu'elle détient dans la vallée au Commonwealth américain de Zion (en) pour près de 750 000 livres. Le but de l'organisation est de fournir des terres aux Juifs établis en Palestine ainsi qu'à ceux souhaitant s'y installer.

### Palestine mandataire
Le Commonwealth américain de Zion (en), nouveau propriétaire des terres de la vallée souhaitait promouvoir le travail juif, l'un des principes fondamentaux du sionisme travailliste alors prédominant au sein du Yichouv. En conséquence, les métayers arabes travaillant pour les anciens propriétaires terriens se sont retrouvés sans travail. Certains, tels ceux d'Afoula (El-Ful) ont refusé de partir de leurs terres et ont été expulsés par la police britannique. Les paysans arabes expulsés sont partis vers la côte à la recherche de travail et ont le plus souvent échoué dans des bidonvilles en périphérie de Jaffa et Haïfa.
Les Juifs du Yichouv créent après l'achat des terres les premiers noyaux de peuplement sionistes de la vallée. Ils fondent la ville d'Afoula et drainent les zones marécageuses afin d’accroître les surfaces agricoles. Le premier moshav d'Israël, Nahalal est créé là-bas en 1921.
La Hope Simpson Royal Commission (en) mise en place par les Britanniques après les émeutes arabes de 1929 pour déterminer les causes de l'instabilité du territoire mandataire conclut en ce qui concerne la situation des fellah de la plaine de Jezreel que l'attitude des autorités juives n'est pas à mettre en cause. En effet l'organisation responsable de l'achat des terres les a payées au prix fort et les métayers ont reçu une compensation qu'il n'était légalement pas obligatoire de leur octroyer. La commission impute la responsabilité de leur situation aux autorités coloniales britanniques qui ont failli à leur devoir de protection des populations arabes.